# Koen Bouwman
Koen Bouwman (Doetinchem, 2 december 1993) is een Nederlands wielrenner die anno 2025 rijdt voor Team Jayco AlUla.

## Carrière
Bouwman haalde zijn diploma aan het Rietveld Lyceum. In 2012 werd hij vanuit de junioren opgepikt door het continentale Team Parkhotel Valkenburg. In 2013 kreeg hij een plek bij het continentale Jo Piels, omdat die nog een belofterenner nodig hadden voor de beloften competitie. Hij verruilde de ploeg in 2015 voor de opleidingsploeg SEG Racing. In juli 2015 won hij een bergetappe in de Ronde van de Aostavallei, waarna hij in augustus van dat jaar een stagecontract kreeg bij Team LottoNL-Jumbo. Daar tekende hij eind 2015 een contract voor twee seizoenen.
In 2017 behaalde Bouwman zijn eerste overwinning op World Tour-niveau. Dit deed hij door vanuit een vroege ontsnapping de derde etappe van het Critérium du Dauphiné te winnen. Daarnaast schreef hij die ronde het bergklassement op zijn naam.
Na een 12e plaats in het eindklassement van de Ronde van Italië in 2021 pakte hij de zege in de 7e en de 19e rit van Ronde van Italië in 2022 en won hij als eerste Nederlander het bergklassement van deze Grote Ronde.

## Palmares

### Overwinningen
2015
Bergklassement Ronde van Normandië
5e etappe Ronde van de Aostavallei
2017
3e etappe Critérium du Dauphiné
Bergklassement Critérium du Dauphiné
2019
1e etappe UAE Tour (ploegentijdrit)
 Europees kampioenschap gemengde ploegenestafette
 Wereldkampioen gemengde ploegenestafette
2020
Bergklassement Ronde van Tsjechië
2022
7e en 19e etappe Ronde van Italië
Bergklassement Ronde van Italië
3e etappe Ronde van Slowakije
2023
2e etappe Ronde van Burgos (ploegentijdrit)
2024
3e etappe Internationale Wielerweek
Eindklassement Internationale Wielerweek

### Resultaten in voornaamste wedstrijden
| Jaar | Ronde van Italië | Ronde van Frankrijk | Ronde van Spanje |
| ---- | ---------------- | ------------------- | ---------------- |
| 2016 |                  |                     | 123e             |
| 2017 |                  |                     | 41e              |
| 2018 | 50e              |                     |                  |
| 2019 | 41e              |                     |                  |
| 2020 | opgave           |                     |                  |
| 2021 | 12e              |                     | 42e              |
| 2022 | 21e (2)          |                     |                  |
| 2023 | 25e              |                     |                  |
| 2024 |                  |                     |                  |
| 2025 | opgave           |                     |                  |

| Jaar | Milaan-San Remo | Amstel Gold Race | Luik-Bast.‑Luik | Ronde van Lombardije | Waalse Pijl | Bretagne Classic |  | Wereldranglijsten |
| ---- | --------------- | ---------------- | --------------- | -------------------- | ----------- | ---------------- |  | ----------------- |
| 2016 |                 |                  | 147e            | opgave               | 161e        |                  |  |                   |
| 2017 |                 |                  |                 | 51e                  | 163e        |                  |  | 198e (UWT)        |
| 2018 | 68e             |                  |                 | 88e                  |             | opgave           |  | 276e (UWT)        |
| 2019 |                 | 104e             | 78e             | opgave               | 85e         |                  |  | 376e (UWR)        |
| 2020 |                 |                  |                 | 69e                  |             |                  |  | 571e (UWR)        |
| 2021 |                 |                  |                 | 91e                  |             |                  |  |                   |
| 2022 |                 |                  |                 | 79e                  |             | opgave           |  |                   |
| 2023 |                 |                  |                 | 105e                 |             | 33e              |  |                   |
| 2024 |                 |                  |                 |                      |             | 85e              |  |                   |
| 2025 |                 |                  | 73e             |                      |             |                  |  |                   |

### Resultaten in kleinere rondes
| Jaar | Tour Down Under | Parijs-Nice | Tirreno-Adriatico | Ronde van Catalonië | Ronde van het Baskenland | Ronde van Romandië | Critérium du Dauphiné | Ronde van Zwitserland | Ronde van Polen |
| ---- | --------------- | ----------- | ----------------- | ------------------- | ------------------------ | ------------------ | --------------------- | --------------------- | --------------- |
| 2016 |                 |             |                   | 100e                | 63e                      |                    |                       | 29e                   | opgave          |
| 2017 | 128e            |             |                   |                     |                          | 116e               | 112e (1)              |                       | 44e             |
| 2018 |                 |             |                   |                     |                          |                    |                       | 22e                   |                 |
| 2019 |                 |             | opgave            |                     |                          |                    |                       | 33e                   |                 |
| 2020 |                 |             |                   |                     |                          |                    |                       |                       |                 |
| 2021 |                 |             |                   | 74e                 |                          |                    |                       |                       |                 |
| 2022 |                 | 34e         |                   |                     |                          |                    |                       |                       |                 |
| 2023 |                 |             | 55e               | 40e                 |                          |                    |                       | 71e                   | 53e             |
| 2024 | 33e             | 25e         |                   |                     |                          | opgave             |                       |                       |                 |
| 2025 |                 |             |                   | 96e                 |                          |                    | 75e                   |                       |                 |

## Ploegen
- 2012 -  Parkhotel Valkenburg
- 2013 –  Cyclingteam Jo Piels
- 2014 –  Cyclingteam Jo Piels
- 2015 –  SEG Racing
- 2015 –  Team LottoNL-Jumbo (stagiair vanaf 1-8)
- 2016 –  Team LottoNL-Jumbo
- 2017 –  Team LottoNL-Jumbo
- 2018 –  Team LottoNL-Jumbo
- 2019 –  Team Jumbo-Visma
- 2020 –  Team Jumbo-Visma
- 2021 –  Team Jumbo-Visma
- 2022 –  Team Jumbo-Visma
- 2023 –  Jumbo-Visma
- 2024 –  Visma-Lease a Bike
- 2025 –  Team Jayco AlUla

van den Berg · Biermans · Bokeloh · Bouwman · Bovenhuis · van Dongen · Gunst · Havik · Jakobsen · Jiang · Klaris · Lammertink · Leemans · Loh · McCarthy · Peters
Bennett · Bulgaç · De Weert · Flens · Gesink · Goos · Hofland · Keizer · Kelderman · Kruijswijk · Leezer · Lindeman · Markus · Martens · Roosen · Tankink · Teunissen · ten Dam · Tjallingii · Van Asbroeck · van der Lijke · van Emden · Vanmarcke · van Winden · Wagner · Wynants · Bouwman (stagiair) · Castelijns (stagiair) · Lammertink (stagiair)
Battaglin · Bennett · Bouwman · Campenaerts · Castelijns · van Emden · Gesink · Goos · Groenewegen · Hofland · Keizer · Kelderman · Kruijswijk · Lammertink · Leezer · Lindeman · Martens · Roglič · Roosen · Tankink · Teunissen · Tjallingii · Van Asbroeck · Vanmarcke · Vermeulen · Wagner · van Winden · Wynants
Battaglin · Bennett · Boom · Bouwman · Campenaerts   · Castelijns · Clement · De Tier · van Emden · Gesink · Groenewegen · Jansen · Keizer · Kruijswijk · Lammertink · Leezer · Lindeman · Lobato · Martens · Olivier · Roglič · Roosen · Tankink · Tolhoek · Van den Broeck · Van Hoecke · Vermeulen · Wagner · Wynants · Janssen (stagiair)
Battaglin · Bennett · Boom · Bouwman · Clement · De Tier · Eenkhoorn · van Emden · Gesink · Groenewegen · Jansen · Kruijswijk · Kuss · Leezer · Lindeman · Martens · Olivier · van Poppel · Powless · Roglič · Roosen · Tankink · Tolhoek · Van Hoecke · Wagner · Wynants
Van Aert · Bennett · Bouwman · De Plus · Dumoulin · Eenkhoorn · Foss · Gesink · Groenewegen · Harper · Hofstede · Jansen · Kruijswijk · Kuss · Leezer · Lindeman · Martens · Martin · Pfingsten · Roglič   · Roosen · Teunissen · Tolhoek · Van der Hoorn · Van Emden · Vingegaard · Wynants
Van Aert · Affini · Bennett · Bouwman · Dekker · van Dijke (vanaf 5 september) · Dumoulin · Eenkhoorn · Van Emden · Foss · Gesink · Groenewegen · Harper · Hofstede · Van Hooydonck · Kooij (vanaf 18 februari) · Kruijswijk · Kuss · Leemreize · Martens (t/m 30 mei) · Martin · Oomen · Pfingsten · Roglič   · Roosen · Teunissen · Tolhoek · Vingegaard · Wynants (t/m 4 april)
Affini · Benoot · Bouwman · Dekker · Dennis · Dumoulin (tot 15/8) · Eenkhoorn · Foss   · Gesink · Harper · Hessmann · Hofstede · Kooij · Kruijswijk · Kuss · Laporte · Leemreize · Oomen · Roglič   · Roosen · Teunissen · Vader · Van Aert · Van der Sande · M. van Dijke · T. van Dijke · Van Emden · Van Hooydonck · Vingegaard · Gloag (stagiair)
Affini · Benoot · Bouwman · Dennis · Foss   · Gesink · Gloag · Hessmann · Hofstede · Kelderman · Kooij · Kruijswijk · Kuss · Laporte  · Leemreize · Oomen · Roglič   · Roosen · Tratnik · Vader · Valter · Van Aert · van Baarle · Van der Sande · M. van Dijke · T. van Dijke · Van Emden · Van Hooydonck · Vingegaard
Affini · Benoot · Bouwman · Gesink · Gloag · Hagenes · Heßmann · Jorgenson · Kelderman · Kooij · Kruijswijk · Kuss · Laporte  · Lemmen · Staune-Mittet · Tratnik · Tulett · Uijtdebroeks · Vader · Valter · Van Aert · van Baarle · van Belle · Van der Sande · M. van Dijke · T. van Dijke · Vermote · Vingegaard